# Dario Graffi
Dario Graffi (Rovigo, 10 de janeiro de 1905 – Bolonha, 28 de dezembro de 1990) foi um físico matemático italiano, conhecido por suas pesquisas sobre campo eletromagnético, particularmente por uma explicação matemática do efeito Luxemburgo, por provar um teorema fundamental de unicidade para soluções de uma classe de equações da dinâmica dos fluidos incluindo as equações de Navier-Stokes, por suas pesquisas sobre mecânica do contínuo e por suas contribuições à teoria da oscilação.

## Vida e carreira acadêmica
Dario Graffi nasceu em Rovigo, filho de Michele, um atacadista de fios têxteis, e Amalia Tedeschi. Frequentou a escola secundária técnica em sua cidade natal, especializando-se em física e matemática, mas obteve seu diploma em Bolonha em 1921, onde sua família tinha fixado residência no ano anterior.
Graduou-se em física na Universidade de Bolonha em 1925, com 20 anos de idade, e em matemática em 1927, com 22 anos de idade, sendo ambos os graus cum laude.
Foi palestrante convidado do Congresso Internacional de Matemáticos em Massachusetts (1950: Su alcuni questioni di elasticità ereditaria).

## Publicações selecionadas
Graffi publicou 181 trabalhos. Listas de suas publicações são incluídas nas referências (Cercignani 1992, pp. 108–114) e na seção biográfica de seus "Selected works" (1999, pp. XX–XXVI): contudo, o conjunto de suas notas de aula (Graffi 1981) não é listado em nenhuma de suas listas de publicações.

### Obras científicas

#### Artigos
- Graffi, Dario (1936), «Una teoria ereditaria dell'effetto Lussemburgo» [An hereditary theory of the Luxemburg effect], Rendiconti del Seminario Matematico della Università di Padova (em italiano), 7: 36–54, JFM 62.0546.02, Zbl 0015.13705. In this paper, written only few years after the discovery of the effect itself, Dario Graffi proposes a theory of the Luxemburg effect based on Volterra's theory of hereditary phenomena.
- Graffi, Dario (1949) [14 de abril de 1942], «Sul modello del Rocard per le oscillazioni di rilassamento» [On Rocard's model for relaxation oscillations], Atti della Accademia delle Scienze di Ferrara (em italiano), 21–22 – Anni Accademici (1938–1943): 255–257
- Graffi, Dario (1953), «Il Teorema di Unicita nella Dinamica dei Fluidi Compressibili» [The uniqueness theorem in the dynamics of compressible fluids], Journal of Rational Mechanics and Analysis, ISSN 0022-2518 (em italiano), 2 (1): 99–106, MR 0052270, Zbl 0050.19604, doi:10.1512/iumj.1953.2.52004. In this paper, Graffi extends to compressible viscous fluids a uniqueness theorem for the solutions to Navier-Stokes equation in bounded domains, previously proved only for incompressible fluids by Emanuele Foà and rediscovered by David Dolidze.[10]
- Graffi, Dario (1955), «Il teorema di unicità per i fluidi incompressibili, perfetti, eterogenei» [The uniqueness theorem for incompressible, perfect, heterogeneous fluids] (PDF), Revista de la Unión Matemática Argentina y de la Asociación Física Argentina, ISSN 0041-6932 (em italiano), XVII: 73–77, MR 0082829, Zbl 0074.20206.
- Graffi, Dario (2 de novembro de 1959), «Sur un théorème d'unicité pour le mouvement d'un fluide visqueux dans un domaine illimité» [On a uniqueness theorem for the motion of a viscous fluid on an unbounded domain], Comptes rendus hebdomadaires des séances de l'Académie des sciences (em francês), 249 (2): 1741–1743, MR 0109550, Zbl 0088.41201, available at Gallica. A short research note announcing the results of the author on the uniqueness of solutions of the Navier-Stokes equations on unbounded domains under the hypothesis of constant fluid velocity at infinity.
- Graffi, Dario (1960), «Sul teorema di unicità nella dinamica dei fluidi» [On the uniqueness theorem in fluid mechanics], Annali di Matematica Pura ed Applicata, ISSN 0373-3114, IV Serie (em italiano), 50: 379–387, MR 122198, Zbl 0102.41103, doi:10.1007/BF02414524, (pede subscrição (ajuda)) (online version Predefinição:Issn). In this paper, Graffi extends his uniqueness theorem for the solutions of Navier-Stokes equations on unbounded domains relaxing previously assumed hypotheses on the behaviour of the velocity at infinity.
- Graffi, Dario (1962), «Sui teoremi di unicita nella dinamica dei fluidi» [On uniqueness theorems in fluid dynamics], Rendiconti del Seminario Matematico e Fisico di Milano (em italiano), 32 (1): 80–91, MR 0148304, Zbl 0128.43503, doi:10.1007/BF02925666, (pede subscrição (ajuda)). The published text of a conference held at the Seminario Matematico e Fisico di Milano, exposing mainly his researches on the uniqueness of the solutions to the Navier-Stokes equations.
- Graffi, Dario (dezembro de 1974), «Sull'espressione dell'energia libera nei materiali viscoelastici lineari» [On the formula of free energy in linear viscoelastic materials], Annali di Matematica Pura ed Applicata, ISSN 0373-3114, IV Serie (em italiano), 98: 273–279, MR 0345497, Zbl 0281.73027, doi:10.1007/BF02414027, (pede subscrição (ajuda)) (online version Predefinição:Issn). In this paper, Graffi introduces the free energy now called Graffi–Volterra free energy after him.
- Graffi, Dario; Fabrizio, Mauro (1989), «Sulla nozione di stato per materiali viscoelastici di tipo "rate"» [On the notion of state for "rate" type viscoelastic materials], Atti della Accademia Nazionale dei Lincei. Rendiconti. Classe di Scienze Fisiche, Matematiche e Naturali, Serie VIII (em italiano), 83 (1): 201–208, MR 1142459, Zbl 0732.73023.
- Graffi, Dario; Fabrizio, Mauro (1989), «Non unicità dell'energia libera per materiali viscoelastici» [Non uniqueness of free energy for viscoelastic materials], Atti della Accademia Nazionale dei Lincei. Rendiconti. Classe di Scienze Fisiche, Matematiche e Naturali, Serie VIII (em italiano), 83 (1): 209–214, MR 1142460, Zbl 0732.73024.

#### Livros
- Graffi, Dario (1980), Nonlinear partial differential equations in physical problems, ISBN 0-273-08474-7, Boston–London–Melbourne: Pitman Advanced Publishing Program, ISSN 0269-3674, Research Notes in Mathematics, 42, p. IV+105, MR 580946, Zbl 0453.35001, reviewed by Ablowitz, Mark J. (1984), «Nonlinear Partial Differential Equations in Physical Problems. by D. Graffi», SIAM Review, ISSN 0036-1445, 26 (1): 125, JSTOR 2029690, (pede registo (ajuda)), by Konhauser, Joseph (abril de 1982), «Telegraphic Reviews. Differential Equations, P*. Nonlinear Partial Differential Equations in Physical Problems. D. Graffi», The American Mathematical Monthly, ISSN 0002-9890, 89 (4): C28, JSTOR 2320227, (pede registo (ajuda)) (also available with online ISSN 1930-0972), and by Marseglia, E. (1981), «Book reviews. Nonlinear Partial Differential Equations in Physical Problems. By D. Graffi», Philosophical Magazine B, ISSN 1364-2812, 49 (1): 184, Bibcode:1981PMagB..43..183., doi:10.1080/01418638108225813, (pede registo (ajuda)) (also available with online ISSN 1463-6417).
- Graffi, Dario (1981), Questioni sull'elettromagnetismo [Issues on electromagnetism], ISBN 88-207-1136-2 (em italiano), Napoli: Liguori editore, p. 247. A set of lecture notes of a course held by Graffi in the years 1977–1978.
- Graffi, Dario (novembro de 1999),  Fabrizio, M.; Grioli, G.; Renno, P., eds., Opere scelte [Selected works] (em italiano, inglês, e francês), Bologna: C.N.R. – Gruppo Nazionale per la Fisica Matematica, p. XXXII+458. Dario Graffi's "Selected works", containing a choice of his research papers reprinted in their original typographical form.

### Historical, commemorative and survey works
- Graffi, Dario (1949–1950), «Emanuele Foà», Rendiconto delle sessioni dell'Accademia delle Scienze dell'Istituto di Bologna, Classe di Scienze Fisiche, nuova serie (em italiano), LIV: 46–54. An obituary, with a list of his publications.
- Graffi, Dario (1975), «L'Elettromagnetismo in Levi-Civita», in:  Segre, Beniamino; Cattaneo, Carlo; Bompiani, Enrico; Colombo, Giuseppe; Finzi, Bruno; Graffi, Dario; Radicati di Brozolo, Luigi; Tricomi, Francesco Giacomo, Tullio Levi-Civita. Convegno internazionale celebrativo del centenario della nascita (Roma, 17–19 dicembre 1973) [Tullio Levi-Civita. International congress for the celebration of the centenary of his birth (Rome, 17–19 December 1973)], Roma: Accademia Nazionale dei Lincei, ISSN 0391-805X, Atti dei Convegni Lincei (em italiano), 8, p. 171–177. "Electromagnetism in the work of Levi-Civita" (English translation of the contribution title) is a survey of some of the works of Levi-Civita on the theory of electromagnetism.
- Graffi, Dario (1992), «L'opera di Vito Volterra sui fenomeni ereditari e alcune sue conseguenze», in:  Amaldi, E.; Amerio, L.; Fichera, G.; Gregory, T.; Grioli, G.; Martinelli, E.; Montalenti, G.; Pignedoli, A.; Salvini, Giorgio; Scorza Dragoni, Giuseppe, Convegno internazionale in memoria di Vito Volterra (8–11 ottobre 1990) [International congress in memory of Vito Volterra (8–11 October 1990)], Roma: Accademia Nazionale dei Lincei, ISSN 0391-805X, Atti dei Convegni Lincei (em italiano), 92, p. 39–76, MR 1783028, Zbl 0977.01022. "The work of Vito Volterra on hereditary phenomena and some of their consequences" is an ample technical survey paper on the research work of Vito Volterra on hereditary phenomena in mathematical physics.